# Дими
Дими (груз. დიმი) — село в Грузии, в муниципалитете Багдати в крае Имеретия, центр административной единицы (Дими, Саимедо).

## География
Село расположено на Имеретинской равнине, на правом берегу реки Ханисскали, на автодорогах Багдати—Кутаиси и Багдати—Зестафони. Высота центра над уровнем моря — 180 м. Находится в 4 км от Багдати.

## Население
По данным на 2014 год, в селе проживает 3251 человек.
| Год переписи | Население | Мужчины | Женщины |
| ------------ | --------- | ------- | ------- |
| 2002         | 4268      | 1988    | 2280    |
| 2014         | ▼3251     | 1562    | 1689    |

## Известные уроженцы
- Давид Мелитонович Чхеидзе (1890—1937) — грузинский советский писатель, общественный деятель. Отец Резо Чхеидзе. Расстрелян в 1937 году.